# 芝田俊文
芝田 俊文（しばた としふみ、1948年5月7日 - ）は、日本の元裁判官。東京大学卒業。兵庫県出身。

## 略歴
- 1973年　司法修習生
- 1975年　東京地方裁判所判事補任官
- 1978年　山形地方裁判所鶴岡支部・山形家庭裁判所鶴岡支部判事補
- 1981年　東京地方裁判所判事補
- 1984年　東京法務局訟務部付
- 1987年　名古屋地方裁判所判事
- 1991年　法務省訟務局付
- 1994年　東京高等裁判所判事
- 1997年　公正取引委員会事務総局次席審査官
- 2000年4月　東京高等裁判所判事
- 2001年7月　東京地方裁判所部総括判事（民事33部）
- 2006年4月　東京高等裁判所判事
- 2007年1月　東京地方裁判所八王子支部長・東京家庭裁判所八王子支部長
- 2008年3月　高知地方裁判所所長兼高知家庭裁判所所長
- 2009年8月　広島地方裁判所所長
- 2011年2月　東京高等裁判所部総括判事
- 2012年3月　知的財産高等裁判所部総括判事
- 2013年5月　定年退官
- 2019年11月　瑞宝重光章受章[1]

## 主な担当事件
- 東京地裁部総括時代に、ニコンの工場勤務中に自殺した男性の遺族が同社と業務請負会社に損害賠償を求めた民事訴訟を担当。全国で初めて派遣労働者の過労自殺における企業の責任を認め、両社に賠償金を支払うよう命じた。（2005年3月31日）